# Джонс, Дженин
Джени́н Энн Джонс (англ. Genene Anne Jones; род. 13 июля 1950) — американская преступница, серийная убийца, работавшая медсестрой и убившая от 11 до 60 детей, находившихся под её присмотром.

## Личная жизнь
Дженин Джонс была сиротой. В неназванном возрасте её удочерила семья владельца ночного клуба. До конца 1970-х Джонс работала косметологом, после чего пошла в школу медсестёр. В 1968 году она вышла замуж за парня, с которым у неё были отношения ещё со времён обучения в школе, в браке родился один ребёнок. В 1974 году они развелись, но спустя три года сошлись снова и у них родился ещё один ребёнок. Незадолго до ареста Джонс вышла замуж за 19-летнего медбрата, который вскоре после этого подал на развод.

## Преступления
На работе Дженин Джойс вводила детям инъекции, чтобы вызвать у них приступы, а потом сама же их лечила, надеясь таким образом получить похвалу за хорошую работу. Но многие дети после такого просто не выживали.
Точное число убийств остается неизвестным, поскольку отчёты о действиях медсестры Джонс, хранившиеся в больнице, были уничтожены, чтобы предотвратить дальнейшие тяжбы после её первого осуждения. Считается, что жертвами Джонс стали от 11 до 60 детей.

## Суд и приговор
В 1985 году Джонс приговорили к 99 годам тюремного заключения по обвинению в убийстве 15-месячного Челлси Макклеллона. А в 1986 к сроку было добавлено ещё 60 лет за покушение на убийство Роландо Сантоса. Однако по местным законам из-за переполненности тюрем она должна была освободиться 1 марта 2018 года, отбыв треть от первоначального срока.
Чтобы этого не произошло, 25 мая 2017 года Дженин Джонс было предъявлено обвинение в убийстве 11-месячного Джошуа Сойера, совершённом ей 12 декабря 1981 года. Таким образом, сразу же после выхода из тюрьмы Джонс была заключена под стражу на неопределенный срок для нового судебного разбирательства. В апреле 2018 года ей были предъявлены обвинения ещё в пяти убийствах.
В настоящее время Дженин  Джонс продолжает отбывать наказание. Каждые два-три года она подаёт запрос на условно-досрочное освобождение; ни один из шести запросов не был удовлетворён.